# الحرب الساسانية البيزنطية 602-628
الحرب الساسانية البيزنطية 602-628 آخر وأخطر سلسلة الحروب، دارت بين الإمبراطورية البيزنطية والإمبراطورية الساسانية في إيران. انتهت الحرب السابقة بين القوتين عام 591 بعد أن ساعد الإمبراطور موريكيوس الملك الساساني كسرى الثاني على استعادة عرشه. في عام 602 قُتل موريكيوس على يد خصمه السياسي فوقاس. شرع كسرى في إعلان الحرب، زاعمًا أنه يريد الانتقام لموت الإمبراطور المخلوع موريكيوس. دام هذا الصراع عقودًا، وهو أطول حرب في السلسلة، وثم خاض كسرى حروبًا في جميع أنحاء الشرق الأوسط: في مصر، والمشرق، وبلاد ما بين النهرين، والقوقاز، والأناضول، وأرمينيا، وبحر إيجة، وقبل أسوار القسطنطينية نفسها.
بينما أثبت الفرس نجاحهم إلى حد كبير خلال المرحلة الأولى من الحرب منذ عام 602 وحتى عام 622، واحتلوا الكثير من بلاد الشام ومصر والعديد من الجزر في بحر إيجة وأجزاء من الأناضول، أدى صعود الإمبراطور هرقل في 610، على الرغم من النكسات الأولية، إلى عودة الوضع إلى ما كان عليه قبل الحرب. أجبرت حملات هرقل في الأراضي الإيرانية منذ عام 622 وحتى عام 626 الفرس على أخذ وضع دفاعي، ما سمح لقواته باستعادة الزخم. تحالف الفرس مع الآفار والسلاف، وقاموا بمحاولة أخيرة للاستيلاء على القسطنطينية عام 626، لكنهم هُزموا هناك. في عام 627 تحالف هرقل مع الأتراك، وغزا قلب بلاد فارس. اندلعت حرب أهلية في بلاد فارس قتل خلالها الفرس ملكهم، وسعوا من أجل السلام.
وبحلول نهاية الصراع، كان الجانبان قد استنفدا مواردهما البشرية والمادية ولم يحققا سوى القليل. ونتيجة لذلك، تأثر الجانبان بالظهور المفاجئ لخلافة الراشدين الإسلامية، التي غزت قواتها كلتا الإمبراطوريتين بعد سنوات قليلة من الحرب. غزت الجيوش الإسلامية بسرعة الإمبراطورية الساسانية بأكملها بالإضافة إلى الأراضي البيزنطية في الشرق، والقوقاز، ومصر، وشمال إفريقيا. في القرون التالية، خاضت القوات البيزنطية والعربية سلسلة من الحروب للسيطرة على الشرق الأدنى.

## الخلفية
بعد عقود من القتال غير الحاسم، أنهى الإمبراطور موريكيوس الحرب البيزنطية الساسانية 572-591 بمساعدة الأمير الساساني المنفي كسرى، كسرى الثاني مستقبلًا، لاستعادة عرشه من المغتصب بهرام جوبين. في المقابل تنازل الساسانيون عن أجزاء من شمال شرق بلاد وادي الرافدين، والكثير من أرمينيا الفارسية، وإيبيريا القوقازية، للبيزنطيين على الرغم من أن التفاصيل الدقيقة غير واضحة. والأهم من ذلك بالنسبة للاقتصاد البيزنطي، لم يعد عليهم دفع الجزية لساسانيين. ثم بدأ الإمبراطور موريكيوس حملات جديدة في البلقان لوقف توغلات السلاف والآفار.
وفد قضى سخاء وحملات الإمبراطور تيبريوس الثاني على الفائض في الخزانة المتبقية من زمن جستين الثاني. ولتوفير احتياطي في الخزانة، وضع موريكيوس إجراءات مالية صارمة وخفض رواتب الجيش، وأدى ذلك إلى أربع حركات تمرد. أمر موريكيوس قواته في البلقان أن تقتات على ما تنتجه الأرض، ما أدى إلى التمرد الأخير في عام 602. أعلن الجيش أن فوقاس، وكان في ذلك الوقت قائد المئة في تراقيا، هو الإمبراطور الجديد. حاول موريكيوس الدفاع عن القسطنطينية من خلال تسليح الزرق والخضر -مؤيدي فريقي سباق المركبات الرئيسيين في ميدان سباق الخيل- لكنهم أثبتوا عدم فعاليتهم. فر موريكيوس ولكن سرعان ما اعترضه جنود فوقاس وقتلوه.

## بداية الصراع
عند مقتل موريكيوس، تمرد نارسيس، حاكم المقاطعة البيزنطية في بلاد وادي الرافدين، على فوقاس واستولى على مدينة الرها، وهي مدينة رئيسية في المقاطعة. أمر الإمبراطور فوقاس الجنرال جيرمنوس بمحاصرة الرها، مما دفع نارسيس لطلب المساعدة من الملك الفارسي كسرى الثاني. وقد استخدم كسرى، الذي كان على استعداد كبير للمساعدة في الانتقام لموريكيوس، «صديقه وحموه»، موت موريكيوس كذريعة لمهاجمة الإمبراطورية البيزنطية، محاولًا إعادة أرمينيا ومناطق وادي الرافدين. مات الجنرال جيرمنوس في معركة ضد الفرس.
هُزم جيش أرسله فوقاس ضد كسرى بالقرب من دارا في أعالي بلاد وادي الرافدين، مما أدى إلى الاستيلاء على ذلك الحصن المهم في 605. هرب نارسيس من ليونتيوس، المخصي الذي عينه فوقاس للتعامل معه، ولكن عندما حاول نارسيس العودة إلى القسطنطينية لمناقشة شروط السلام، أمر فوقاس بأسره وحرقه حيًا. تضررت هيبة النظام العسكري لفوقاس بسبب موت نارسيس إلى جانب الفشل في وقف الفرس.

## الهيمنة الفارسية
استفاد الفرس من الحرب الأهلية في الإمبراطورية البيزنطية فغزوا المدن الحدودية في أرمينيا وأعالي بلاد وادي الرافدين. وغزوا في عام 609 ماردين وآمد (ديار بكر) على طول نهر الفرات. سقطت الرها، التي قيل أن بعض المسيحيين اعتقدوا أن يسوع سيدافع عنها نيابة عن الملك أبجر الخامس ملك الرها ضد جميع الأعداء، في عام 610.
ادعى أحد الرجال بعد إقناعه أنه ثيودوسيوس، الابن الأكبر وقسيم الملك موريكيوس، والذي من المفترض أنه لجأ لكسرى لحمايته، ونتيجة لذلك استسلمت مدينة ثيودوســيوبوليس (أرضروم) في أرمينيا ذات الأهمية الاستراتيجية في 609 أو 610 لأشتات يزتايار. في عام 608 شن الفرس غارة على الأناضول وصلت إلى خلقدون عبر مضيق البوسفور من القسطنطينية. (أي في الجانب الآسيوي)، وفي نفس الوقت تقدمت قبائل الآفار والسلاف المتحالفين مع الفرس في البلقان لتطوق القسطنطنية من الجانب الآخر (الأوربي)، وغزت جيوش تلك القبائل كذلك عامة البلقان ووصلت إلى أثينا.
وقد وسع الفرس رقعة ممتلكاتهم في الشام وأرمينيا. وبحلول وقت انضمام هرقل، كان الفرس قد غزوا جميع المدن الرومانية شرق نهر الفرات، وفي أرمينيا قبل الانتقال إلى كبادوكيا، حيث استولى قائدهم شاهين على مدينة قيصرية. هناك، بدأ صهر فوقاس، بريسكوس، الذي شجع هرقل ووالده على التمرد، حصارًا لمدة عام لاحتجازهم داخل المدينة.
لم يقلل تسلم هرقل لمنصب الإمبراطور من التهديد الفارسي. بدأ هرقل حكمه بمحاولة تحقيق السلام مع الفرس، إذ أطاح بفوقاس، الذي كانت أفعاله هي الذريعة الأصلية للحرب. لكن الفرس رفضوا هذه المبادرات، لأن جيوشهم كانت منتصرة على نطاق واسع. وفقًا للمؤرخ والتر كيغي، يمكن تصور أن هدف الفرس كان استعادة أو حتى تجاوز حدود الإمبراطورية الأخمينية من خلال تدمير الإمبراطورية البيزنطية، ولكن بسبب فقدان المحفوظات الفارسية، ليس هناك أي وثيقة تثبت ذلك بشكل قاطع.
انضم هرقل مع جنراله بريسكوس لحصار الفرس في مدينة قيصرية. تظاهر بريسكوس بأنه مريض، ولم يلتق بالإمبراطور. كانت هذه إهانة مبطنة لهرقل، الذي أخفى كراهيته لبريسكوس وعاد إلى القسطنطينية عام 612. في غضون ذلك، هربت قوات شاهين من حصار بريسكوس وأحرقت قيصرية، مما أثار استياء هرقل. سرعان ما عُزل بريسكوس من القيادة، إلى جانب آخرين ممن خدموا تحت حكم فوقاس. عُين فيليبس، وهو جنرال قديم من عهد موريكيوس، قائدًا أعلى للقوات المسلحة، لكنه أثبت أنه غير كفء ضد الفرس، بتجنبه الاشتباك في المعركة. ثم عين هرقل نفسه قائدًا إلى جانب شقيقه تذارق لتوطيد قيادة الجيش في النهاية.
استغل كسرى عدم كفاءة جنرالات هرقل لشن هجوم على سوريا البيزنطية، تحت قيادة الجنرال الفارسي شهربراز. حاول هرقل وقف الغزو على أنطاكية، ولكن على الرغم من مباركة القديس ثيودور من سيكيون، تعرضت القوات البيزنطية بقيادة هرقل ونايستس لهزيمة خطيرة على يد شاهين. تفاصيل المعركة غير معروفة. بعد هذا الانتصار نهب الفرس المدينة وقتلوا بطريرك أنطاكية ورحّلوا العديد من المواطنين. خسرت القوات الرومانية مرة أخرى أثناء محاولتها الدفاع عن المنطقة الواقعة شمال أنطاكية عند بوابات قيليقية، على الرغم من بعض النجاح الأولي. ثم استولى الفرس على طرسوس وسهل قيليقية. قسمت هذه الهزيمة الإمبراطورية البيزنطية إلى نصفين، وقطعت ارتباط القسطنطينية والأناضول بسوريا، وفلسطين، ومصر، وإكسرخسية قرطاج.
وفي عام 613 وصلت جيوشهم إلى دمشق. وانتصر الفرس في عدة معارك منها معركة حاسمة في سهل حوران بين مدينتي بصرى وأذرعات (درعا اليوم). ثم في العام التالي 614 زحف جيش القائد الفارسي شهرباراز شهربراز إلى إيلياء (القدس). حيث حاصرها الفرس حوالي 20 يوماً، ثم دخلوها عنوة وجعلوها نهبا للحرائق. وقتل اليهود (حلفاء الفرس التقليديين) عدداً كبيراً من النصارى يقدره بعض المؤرخين بـ57 ألف. ودمر الفرس كنيسة القيامة واستولوا على الصليب المقدس (الذي يعتقد النصارى أن إلههم صلب عليه) ونقلوه الي عاصمتهم المدائن. وكان لسقوط بيت المقدس في أيدي الفرس صدمة كبيرة بين النصارى. فهذه كانت أول مرة تقع فيها هذه المدينة المقدسة بأيدي غير مسيحية.
ثم تقدم إلى مصر، فسقطت الإسكندرية في أيديهم سنة 619، وترتب على ذلك انقطاع القمح عن القسطنطينية وازدياد سوء الأحوال الاقتصادية.
وخلال تلك الفترة تقريباً نزل قول الله في القرآن: {غُلِبَتِ الرُّومُ * فِي أَدْنَى الْأَرْضِ وَهُم مِّن بَعْدِ غَلَبِهِمْ سَيَغْلِبُونَ * فِي بِضْعِ سِنِينَ لِلَّهِ الْأَمْرُ مِن قَبْلُ وَمِن بَعْدُ وَيَوْمَئِذٍ يَفْرَحُ الْمُؤْمِنُونَ} سورة الروم. وبحلول سنة 622 م كانت الإمبراطورية البيزنطية على حافة الإنهيارِ وحدودِ الإمبراطوريةِ الأخمينية السابقة على كُلّ الجبهات احتلها الساسانيون ما عدا أجزاء من الأناضول. ولم يبق للروم إلا أثينا وجزائر البحر المتوسط (قبرص وصقلية) وشريط ساحلي في شمال إفريقيا (قرطاجة). انهارت معنويات الروم، وازداد الصراع الداخلي بينهم، وتوقع الناس سقوط دولتهم سريعاً، إذ بدى من المستحيل أن يستطيعوا المقاومة.

## انتصار الروم

### تولي هرقل السلطة
عام 622 م (يعني السنة الأولى للهجرة)، حصل انقلاب عسكري حيث تمكن هرقل (610-641) حاكم قرطاجة من الاستيلاء على القسطنطينية وأعاد تنظيم الجيش. أبدى هرقل شجاعة ومهارة كبيرة في مواجهة الخطر الفارسي. فبدلاً من منازلة جيوش الفرس المتوغلة في أراضي الامبراطورية، قام بالاتفاف عليهم ومهاجمتهم في عقر دارهم في البلاد الفارسية. إذ تحالف مع خزر الترك، وترك العاصمة المحاصرة القسطنطينية وهاجم بلاد فارس مِنْ المؤخّرةِ عن طريق الإبحار من البحر الأسود، فاستولى على أذربيجان (ميديا) سنة 624، حيث قام بتدمير أكبر معبد نار مجوسي (انتقاماً لتخريب كنيسة القيامة في القدس).
وفي هذه الأثناء ظَهرَ شكَّ متبادلَ بين الملك كسرى الثاني وقائد جيشه شهربراز. وقام الوكلاءُ البيزنطيون بتسريب رسائل مزيفة للجنرال شهربراز تظهر بأنّ الملك كسرى الثاني كَانَ يُخطّطُ لإعدامه. فخاف الجنرالَ شهربراز على حياته وبَقي محايداً أثناء هذه الفترةِ الحرجةِ. وخسرت بلاد فارس بذلك خدماتَ إحدى أكبر جيوشِها وإحدى أفضل جنرالاتِها. إضافةً إلى ذلك، توفي بشكل مفاجئ شاهين وسباهبود العظيم قادة الجيش الساساني والذي كان تحت سيطرته بلاد القوقاز وبلاد الأناضول. وهذا ما رَجَّحَ كفّة الميزان لمصلحة البيزنطيين، وأوصل الملك كسرى الثاني إلى حالةِ الكآبةِ.
وبمساعدةِ الخزر وقوَّات تركية أخرى، استغل الإمبراطور البيزنطي هرقل غياب قادة الجيش الساساني ورِبح عِدّة انتصارات مُدَمّرة للفرس بعد 15 عاماً من حربهم للبيزنطيين. حملة الملك هرقل تَتوّجتْ في معركة نينوى، حيث انتصر الملك هرقل في كانون الأول عام 627 (بدون مساعدة الخزر الذي تَركوه) انتصاراً ساحقاً على الجيش الفارسي بقيادة راهزاد. وهذه المعركة الحاسمة قد قررت مصير الصراع بين الطرفين.

### نهاية كسرى
ووصل خبر هذه المعركة إلى المسلمين عام 628 بعد أن انصرفوا من مكة عاقدين صلح الحديبية. ثم أرسل نبي الإسلام محمد الصحابي عبد الله بن حذافة السهمي إلى كسرى الثاني يدعوه للإسلام. فغضب كسرى غضباً شديداً، فجذب الرسالة من يد كاتبه وجعل يمزقها دون أن يعلم ما فيها وهو يصيح: أيكتب لي بهذا، وهو عبدي؟!! ثم أمر بعبد الله بن حذافة أن يخرج من مجلسه فأخرج. فلما قدم عبد الله على نبي الله أخبره بما كان من أمر كسرى وتمزيقه الكتاب، فدعا على الفرس أن يمزقوا كل ممزق.
أما كسرى فقد كتب إلى باذان نائبه على اليمن: أن ابعث إلى هذا الرجل الذي ظهر بالحجاز رجلين جلدين من عندك، ومرهما أن يأتياني به. خرج الرجلان رسالة باذان إلى رسول الله (صلى الله عليه وسلم) فلما قرأ كتاب صاحبهم، أخبرهم أن الله قد سلط على كسرى ابنه شيرويه؛ فقتله في شهر كذا وكذا ليلة كذا وكذا من الليل؛ بعد ما مضى من الليل. فانطلقوا فأخبروا باذان. فقال: لئن كان ما قاله محمد حقاً فهو نبي، وإن لم يكن كذلك فسنرى فيه رأيا. فلم يلبث أن قدم عليه كتاب شيرويه قباد الثاني ابن كسرى يخبره بقتله لأبيه في تلك الليلة، واستيلاءه على عرشه. فأعلن باذان إسلامه، وأسلم من كان معه من الفرس في بلاد اليمن. وأسلم كذلك العرب في البحرين وخرجوا عن طاعة كسرى. وأسلمت بعض قبائل العرب في العراق مثل بني شيبان.

### عقد الصلح
زحف هرقل خلال العراق، حيث وصلته أخبارَ اغتيالِ الملك كسرى الثاني. ثم تحالف مع الأحباش عام 628 وانتصر مجدداً على الفرس وصار قريباً من المدائن. وعندها رآى شيرويه أن من الأفضل أن يعقد الصلح مع هرقل. وبمقتضاه استردت بيزنطة كل ما كان لها من البلاد التي كانت قد سقطت في أيدي الفرس، بما في ذلك أملاكهم في بلاد الجزيرة الفراتية والشام ومصر..

## ما بعد الحرب
مشى هرقل حافياً إلى القدس حاملاً ما يسمى بالصليب المقدس عام 629 (يعادل 8 للهجرة). وهذه هي سنة لقاءه مع أبي سفيان لما وصلته رسالة نبي الإسلام محمد. وبعد رجوع هرقل إلى القسطنطنية استقبله أهلها استقبال الأبطال، وحمل له الشعب أغصان الزيتون ورتلوا المزامير وهتفوا باسمه.
على أن فرحة هرقل لم تدم طويلاً. إذ لم تمض إلا برهة من الزمن وإذا به يواجه جيوش المسلمين. وبعد معركة اليرموك، حسم مصير بلاد الشام، ثم لم تلبث مصر أن فتحت كذلك، ثم شمال أفريقيا.

## نظرة المسلمين لهذه الحرب
يؤمن المسلمون بأن نتيجة هذه الحرب دليل على صدق رسالة الإسلام التي جاء بها النبي محمد، حيث أن سورة من سور القرآن (وهي سورة الروم) حددت أن نتيجة الحرب تكون في صالح الروم (البيزنطيين)، قبل نهايتها بزمن، فعلى الرغم من أنه لا يمكن تحديد وقت نزول سورة الروم بدقة، لكن تتفق غالب المصادر الاسلامية على أنها سورة مكية 
| الحرب الساسانية البيزنطية 602-628 | قال الإمام أحمد: حدثنا معاوية بن عمرو، حدثنا أبو إسحاق، عن سفيان، عن حبيب بن أبي عمرة، عن سعيد بن جبير، عن عبد الله بن عباس ، رضي الله عنهما ، في قوله تعالى : (الم غلبت الروم في أدنى الأرض) قال: غلبت وغلبت. قال : كان المشركون يحبون أن تظهر فارس على الروم ; لأنهم أصحاب أوثان، وكان المسلمون يحبون أن تظهر الروم على فارس ; لأنهم أهل كتاب ، فذكر ذلك لأبي بكر، فذكره أبو بكر لرسول الله ﷺ فقال رسول الله ﷺ: "أما إنهم سيغلبون" فذكره أبو بكر لهم، فقالوا: اجعل بيننا وبينك أجلاً، فإن ظهرنا كان لنا كذا وكذا، وإن ظهرتم كان لكم كذا وكذا. فجعل أجلا خمس سنين، فلم يظهروا، فذكر ذلك أبو بكر للنبي ﷺ فقال: "ألا جعلتها إلى دون" أراه قال: "العشر" . قال سعيد بن جبير: البضع ما دون العشر. ثم ظهرت الروم بعد، قال : فذلك قوله : ﴿الم ۝١ غُلِبَتِ الرُّومُ ۝٢ فِي أَدْنَى الْأَرْضِ وَهُمْ مِنْ بَعْدِ غَلَبِهِمْ سَيَغْلِبُونَ ۝٣ فِي بِضْعِ سِنِينَ لِلَّهِ الْأَمْرُ مِنْ قَبْلُ وَمِنْ بَعْدُ وَيَوْمَئِذٍ يَفْرَحُ الْمُؤْمِنُونَ ۝٤ بِنَصْرِ اللَّهِ يَنْصُرُ مَنْ يَشَاءُ وَهُوَ الْعَزِيزُ الرَّحِيمُ ۝٥﴾ [الروم:1–5] | الحرب الساسانية البيزنطية 602-628 |

وفي قراءات اخرى للقرآن أتت كلمة {غُلبت} بفتح الغين (غَلبت) وكلمة {سيَغلبون} بضم الياء (سيُغلبون) ولكن ما يزال الرأي السائد هو بضم الغين وفتح الياء.